# Stenotus
Genre
Stenotus est un genre d'insectes hémiptères du sous-ordre des hétéroptères (punaises).

## Espèces rencontrées en Europe
- Stenotus binotatus (Fabricius, 1794)
- Stenotus tesquorum Akramovskaya & Kerzhner, 1978